# Pomacentrus vatosoa
Pomacentrus vatosoa là một loài cá biển thuộc chi Pomacentrus trong họ Cá thia. Loài này được mô tả lần đầu tiên vào năm 2019.

## Từ nguyên
Từ định danh trong tiếng Malagasy có nghĩa là "hòn đá tuyệt mỹ", hàm ý đề cập đến màu trắng như ngọc trai của loài cá này.

## Phạm vi phân bố và môi trường sống
P. vatosoa mới chỉ được phát hiện ở ngoài khơi đảo Nosy Faho (thuộc phía đông bắc Madagascar), được thu thập ở độ sâu khoảng 15 đến 20 m.

## Mô tả
Chiều dài lớn nhất được ghi nhận ở P. vatosoa là gần 5 cm. Cơ thể có màu trắng như ngọc trai với một vệt đốm đen lớn ở giữa thân (ngay dưới vây ngực); rìa trên của cuống đuôi cũng có một đốm đen lớn như vậy. Một dải đen từ hốc mắt băng ngược lên gốc vây lưng trước. Hầu hết vây lưng có màu đen, trừ phần vây mềm phía sau.
Số gai ở vây lưng: 14; Số tia vây ở vây lưng: 13–14; Số gai ở vây hậu môn: 2; Số tia vây ở vây hậu môn: 14; Số tia vây ở vây ngực: 18–19; Số gai ở vây bụng: 1; Số tia vây ở vây bụng: 5; Số lược mang: 22–24; Số vảy đường bên: 19–20.